# Gerald Edelman
Gerald Maurice Edelman (Nova Iorque, 1 de julho de 1929 — La Jolla, 17 de maio de 2014) foi um médico, biólogo molecular e físico-químico estadunidense.
Foi agraciado, junto com Rodney Porter, com o Nobel de Fisiologia ou Medicina de 1972, por pesquisas sobre a estrutura e natureza química dos anticorpos.
Depois mudou o foco da sua investigação para biologia de desenvolvimento e neurologia.
Em 1975 ele descobriu as moléculas de adesão celular.
Em 1978 apresentou a teoria do Darwinismo Neural baseada na ideia da plasticidade de redes neurais em resposta ao ambiente exterior.